# Paul Knapp (Mediziner)

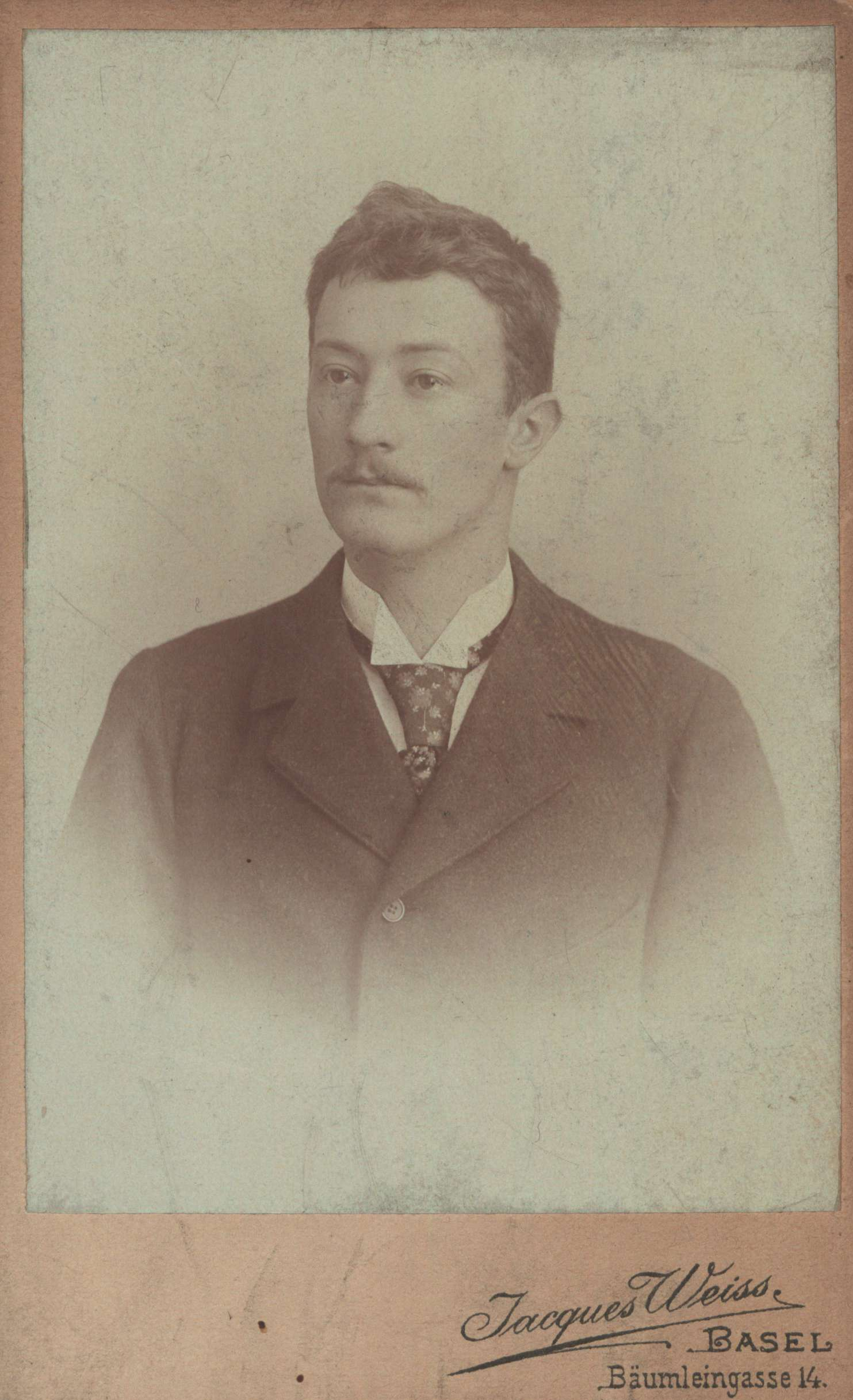
Paul Knapp (zwischen 1894 und 1914)

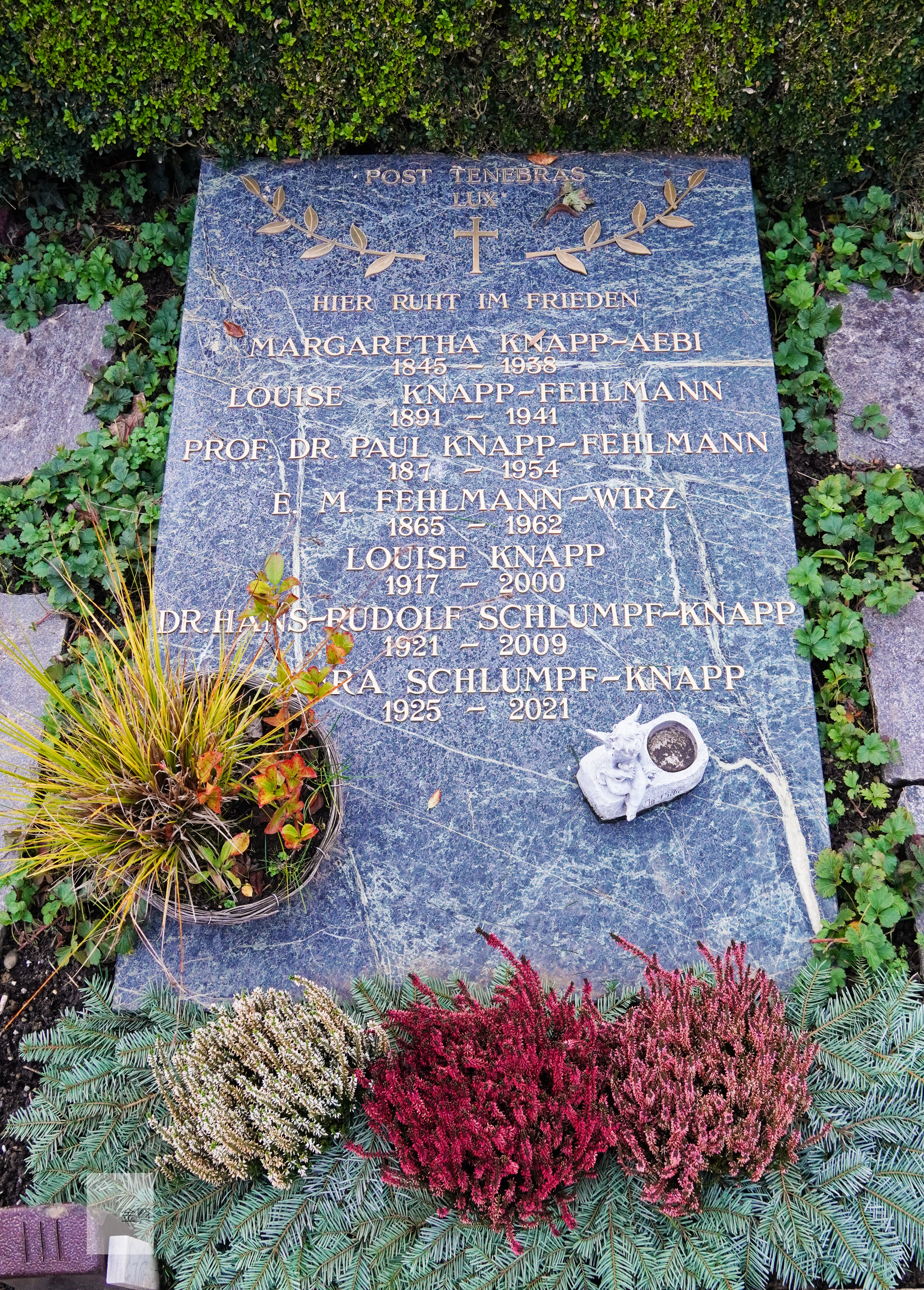
Familiengrab Knapp auf dem Hörnli Riehen

Paul Knapp (* 25. September 1874 in Basel; † 18. September 1954 ebenda) war ein Schweizer Augenarzt.
Knapp studierte Medizin an der Universität Basel, habilitierte sich 1908 in Basel für Augenheilkunde und war außerordentlicher Professor für Ophthalmologie an der Universität Basel.
Er war Mitarbeiter am Handbuch der inneren Medizin (1. Auflage, Band 6, 1919, Krankheiten des Auges im Zusammenhang mit der inneren Medizin mit Ludwig Bach).
Knapp war mit Louise Fehlmann (1891–1941) verheiratet und wurde im Familiengrab auf dem Friedhof am Hörnli beigesetzt.

## Schriften
- Diagnostisch-klinischer Leitfaden über den Zusammenhang von Augenleiden mit andern Erkrankungen, für Studierende und Ärzte, Basel: Benno Schwabe 1920